# 13 de noviembre
El 13 de noviembre es el 317.º (tricentésimo decimoséptimo) día del año en el calendario gregoriano y el 318.º en los años bisiestos. Quedan 48 días para finalizar el año. 

## Acontecimientos
- 7 a. C.: en todo el norte de China se registra un terremoto que deja 415 víctimas.
- 619: en la ciudad de Sevilla (península ibérica) se celebra, bajo el reinado de Sisebuto, el Segundo Concilio de Sevilla, presidido por san Isidoro de Sevilla.
- 1002: el rey inglés Etelredo II el Indeciso ordena la matanza de todos los daneses en Inglaterra, conocida hoy como la masacre del día de San Brice.
- 1093: en Escocia (islas británicas), los invasores ingleses vencen a los escoceses en la batalla de Alnwick. Mueren el rey Malcolm III de Escocia y su hijo Eduardo.
- 1160: en París, Luis VII de Francia se casa con Adela de Champaña.
- 1494: en las islas Canarias, los españoles derrotan a los guanches e invaden nuevamente la isla de Tenerife.
- 1519: en Henan (China) se registra un terremoto de magnitud 5 en la escala sismológica de Richter.
- 1523: de Tenochtitlán (México) sale el conquistador español Pedro de Alvarado, lugarteniente de Hernán Cortés; le acompañan soldados e indios tlaxcaltecas rumbo a Guatemala.
- 1553: en Londres (Inglaterra), bajo el reinado de la reina María Bloody Mary de Inglaterra, Thomas Cranmer (arzobispo de Canterbury) y cuatro otros, incluida Lady Jane Grey, son acusados de alta traición y sentenciados a muerte.
- 1642: en el marco de la primera guerra civil inglesa, el ejército parlamentario vence a las fuerzas realistas en la batalla de Turnham Green. Los derrotados se retiran y no consiguen tomar Londres.
- 1655: en el océano Pacífico, a 50 km al oeste del puerto del Callao (Perú) y a 30 km de profundidad, a las 14:45 (hora local) se registra el epicentro de un terremoto de magnitud 7,7 en la escala de magnitud de momento (intensidad X) que deja un saldo de 11 000 muertos y provoca muchos daños en la ciudad de Lima.
- 1696: en La Habana se constituye el Cuerpo de Bomberos de Cuba.
- 1715: en Escocia sucede un levantamiento jacobita. Las fuerzas inglesas detienen el avance jacobita en la batalla de Sheriffmuir, aunque la acción no es concluyente.
- 1775: en la actual Canadá ―en el marco de la guerra de Independencia de Estados Unidos―, las fuerzas patriotas al mando del general Richard Montgomery vencen al ejército británico y ocupan Montreal (Canadá).
- 1810: en México, el cura de Ahualulco (Jalisco), don José María Mercado ―animado por la campaña libertaria de Miguel Hidalgo― se levanta en armas y proclama la independencia de México en esa población. Más adelante ha de atacar y capturar la ciudad de Tepic y además el fuerte y puerto de San Blas.
- 1823: en México, por su marcado triunfo contra las baterías españolas que atacaron a las fuerzas mexicanas en el puerto de Veracruz, entre el 25 de septiembre y este día, se declara por primera vez al puerto como «heroico».
- 1833: Gran tormenta de meteoritos de 1833.
- 1838: al puerto de Veracruz (México) arriba en su fragata Nereida el contraalmirante francés Charles Baudin, quien como ministro plenipotenciario de Francia, manifiesta traer instrucciones de su país para exigir a México 600 000 pesos entre otras demandas, por daños causados a sus connacionales en las diversas revueltas mexicanas. Esta reclamación incluía una correspondiente a daños a un pastelero de Tacubaya, que habrá de provocar la guerra que el pueblo bautizará como guerra de los Pasteles.
- 1841: James Braid ve una demostración de «magnetismo animal», el cual lo lleva al estudio del tema que finalmente llamará «hipnotismo».
- 1850: en la Ciudad de México se realiza la primera transmisión telegráfica de ese país, desde el Palacio Nacional al Palacio de Minería.
- 1851: en la costa noroeste de Estados Unidos, el grupo Denny desembarca en Alki Point, antes de trasladarse al otro lado de la bahía de Elliott, a lo que sería la ciudad de Seattle.
- 1860: en Perú se promulga la constitución de 1860, que será la de más larga duración de la historia de ese país.
- 1863: en Chamacuero (Guanajuato, México), Ignacio Comonfort, expresidente de la República y ministro de Guerra del presidente Benito Juárez, es atacado, junto con su pequeña escolta, por tropas imperialistas. Los republicanos se defienden denodadamente; Comonfort es herido y logra escapar hacia Celaya.
- 1864: en el marco de la guerra civil estadounidense (1861-1865), la batalla de Bull’s Gap, de tres días de duración, termina con la derrota de la Unión (el norte industrialista), ya que los confederados (esclavistas del sur), bajo el mando del general de división John C. Breckinridge, los persiguen hasta Strawberry Plains (estado de Ténesi).
- 1872: en el mar Báltico, una marea ciclónica afecta las costas desde Dinamarca a Pomerania. El registro máximo de altura de las aguas llegó a 3,3 m. Mueren al menos 271 personas y 15 160 quedan sin hogar.
- 1887: en la ciudad de Chicago (Estados Unidos) el patriota cubano José Martí escribe la crónica Un drama terrible, que resume el juicio espurio y la ejecución de los obreros anarquistas (que generará la celebración mundial del Día del Trabajador).
- 1887: en el centro de Londres (Reino Unido) se desatan los enfrentamientos del Domingo Sangriento.
- 1896: En la provincia de Pinar del Río (Cuba) ―en el marco de la Guerra Necesaria (1895-1898)―, las fuerzas mambisas por órdenes de Antonio Maceo hostilizan a las columnas españolas que acampan cerca de Río Hondo.
- 1897: En Cuba, el general Máximo Gómez responde a una proclama para independizarse del Reino de España, dada por Ramón Blanco.
- 1901: frente a la costa oriental de Inglaterra sucede una fuerte tormenta. En Caister-on-Sea (224 km al noreste de Londres) se hunde el bote salvavidas. Mueren ocho tripulantes.
- 1905: en Noruega, el príncipe Carlos de Dinamarca gana el plebiscito que lo convierte en rey con el nombre de Haakon VII.
- 1907: en Francia, Paul Cornu lleva a cabo el primer vuelo en helicóptero de la Historia.
- 1908: en Australia, Andrew Fisher es elegido como 5.º primer ministro.
- 1914: en Marruecos ―en el marco de la Guerra del Zaian― los miembros de las tribus bereberes infligen la mayor derrota a las fuerzas francesas en la batalla de El Herri.
- 1914: en Nieuwpoort (Bélgica) ―durante la primera batalla de Ypres en la Primera Guerra Mundial (1914-1918)―, el ejército belga dirigido por Hendrik Geeraert abre las compuertas en la desembocadura del río Yser (en el mar del Norte) para inundar las tierras bajas, deteniendo así el avance de los alemanes.
- 1916: en Australia ―en el marco de la Primera Guerra Mundial (1914-1918), el primer ministro Billy Hughes es expulsado del Partido Laborista por su apoyo al servicio militar obligatorio.
- 1917: comienza la primera batalla de Monte Grappa (en Italia conocida como la primera batalla del Piave) ―en el marco de la Primera Guerra Mundial (1914-1918)―. Las Fuerzas Armadas Austrohúngaras, a pesar de la ayuda de los Alpenkorps alemanes y de la superioridad numérica, fracasarán en su ofensiva contra el Ejército Italiano, ahora dirigido por su nuevo jefe de Estado Mayor, Armando Diaz.
- 1918: en el marco de la Primera Guerra Mundial (1914-1918) Hungría y los aliados firman un armisticio.
- 1918: comienza la ocupación de Constantinopla por parte de tropas británicas y francesas.
- 1922: en España, el Gobierno disuelve las Juntas Militares de Defensa, y prohíbe que los militares se asocien.
- 1927: en el Bosque de Chapultepec, de la Ciudad de México ―mientras el país entero es presa de la violencia por la sublevación de los cristeros― el general Álvaro Obregón, candidato presidencial, sufre un atentado dinamitero del que sale ileso. Los autores resultan ser Juan Tirado y Nahún Lombardo Ruiz, quienes inculpan al padre Miguel Pro Juárez.
- 1927: en Estados Unidos se abre al tráfico el túnel Holland, el primer túnel vehicular bajo el río Hudson, que une Nueva Jersey con Nueva York.
- 1940: en el Teatro Broadway (de Nueva York) se estrena la película musical animada Fantasía de Walt Disney, en la primera noche de una función itinerante.
- 1941: el crucero soviético Chervona Ukraina es destruido durante la batalla de Sebastopol.
- 1941: en el mar del Norte ―en el marco de la Segunda Guerra Mundial (1939-1945)―, el submarino alemán U-81 torpedea al portaaviones británico HMS Ark Royal, que se hunde al día siguiente.
- 1942: cerca de la isla de Guadalcanal ―en el marco de la Segunda Guerra Mundial (1939-1945)― buques estadounidenses y japoneses se enfrentan en un intenso combate naval de superficie (batalla naval de Guadalcanal).
- 1945: en Francia, la Asamblea Constituyente proclama unánimemente a Charles De Gaulle como jefe del Gobierno provisional francés.
- 1947: en la Unión Soviética se completa el desarrollo del AK-47, uno de los primeros rifles de asalto.
- 1950: en Caracas, Venezuela es asesinado el coronel Carlos Delgado Chalbaud, Presidente de Venezuela.
- 1953: por decreto legislativo es reconocido oficialmente como Himno Nacional de El Salvador al que fue estrenado solemnemente el 15 de septiembre de 1879 en San Salvador, ciudad capital de El Salvador, cuyos autores de su letra y de su música fueron Juan José Cañas y Juan Aberle, respectivamente.
- 1954: en París, ante unos 30 000 espectadores, Reino Unido derrota a Francia y consigue la primera Copa del Mundo de Rugbi.
- 1955: en Buenos Aires, Argentina, bajo la dictadura denominada Revolución Libertadora, las Fuerzas Armadas destituyen a Eduardo Lonardi, y en su lugar lo reemplazan por Pedro Eugenio Aramburu.
- 1956: en Estados Unidos, el Tribunal Supremo declara ilegales las leyes del estado de Alabama que exigían la segregación racial en los autobuses, poniendo así fin al boicot a los autobuses de la ciudad de Montgomery. De todos modos, en 1977 terminará el abominable apartheid contra los negros en ese país.
- 1960: en Puerto Barrios (Guatemala), pilotos mercenarios cubanos que se entrenaban secretamente en una base de la CIA estadounidense ―en preparación de la invasión de Playa Girón (17 al 20 de abril de 1961)―, sofocan una rebelión militar ―liderada por el Marco Antonio Yon Sosa (1929-1970)― contra el Gobierno proestadounidense de Miguel Ydígoras Fuentes. Este hecho marcó el inicio del enfrentamiento armado interno que se prolongó hasta la firma de la paz de 1996.
- 1960: en Cuba se gradúan 215 milicianos alfabetizadores que pertenecían a unidades militares de Santiago de Cuba.
- 1962: en Buenos Aires (Argentina) sale el primer número de la revista Primera Plana, dirigida por Jacobo Tímerman.
- 1965: en el litoral de La Habana, milicianos cubanos ametrallan una lancha pirata procedente de Estados Unidos.
- 1966: en respuesta a las incursiones de Al Fatah contra israelíes cerca de la frontera con Cisjordania, Israel lanza un ataque contra la población civil de As-Samu.
- 1966: en el mar interior de Seto, cerca del aeropuerto de Matsuyama (Japón), se estrella el vuelo 533 de All Nippon Airways. Mueren 50 personas.
- 1969: en Washington (DC), capital de Estados Unidos ―en el marco de la guerra de Vietnam (1955-1975)― los manifestantes contra la guerra organizan una marcha simbólica contra la muerte.
- 1970: en Pakistán Oriental (actual Bangladés), un ciclón tropical de 240 km/h golpea la región del delta del Ganges, densamente poblada, matando a un estimado de medio millón de personas en una sola noche.
- 1971: en Marte entra en órbita la sonda estadounidense Mariner 9
- 1973: en el Reino Unido el Gobierno declara Estado de Emergencia debido a la Crisis del Petróleo.
- 1974: en Long Island (Estados Unidos), un tal Ronald DeFeo, Jr. asesina a toda su familia (The Amityville Horror).
- 1976: en Barcelona (España), el grupo de rock La Banda Trapera del Río realiza su primer recital en un homenaje a Lina Odena en el Pueblo Español; esta fecha se ha considerado siempre como la de su fundación.
- 1982: en la ciudad de Washington (Estados Unidos) se inaugura el Monumento a los Veteranos de Vietnam, tras una marcha hacia este sitio por miles de veteranos.
- 1984: en Chile se funda el periódico La Cuarta.
- 1985: en Colombia erupciona el volcán Nevado del Ruiz y derrite un glaciar, generando un lahar (alud volcánico de barro) que sepulta la población de Armero. La tragedia de Armero deja 23 000 muertos.
- 1985: en Miami, Xavier Suárez se convierte en el primer alcalde nacido en Cuba.
- 1986: la Unión Soviética anuncia la retirada de todos sus misiles nucleares de alcance medio de la península de Kola y la mayor parte de los de la ciudad de Leningrado y la zona del mar Báltico.
- 1989: Jeanna Giese es la primera persona conocida en sobrevivir a la rabia sintomática sin haber recibido la vacuna antirrábica.
- 1992: en Alcácer (España) suceden los hechos del brutal Crimen de Alcácer: son raptadas, violadas, torturadas y asesinadas tres niñas de 14 y 15 años de edad que hacían autostop.
- 1992: en el barrio de Aravaca, de Madrid (España), asesinan a la inmigrante dominicana Lucrecia Pérez, primera víctima mortal del racismo y la xenofobia reconocida como tal en España.[1]
- 1992: el Tribunal Superior de Australia dictamina en Dietrich vs. la Reina que, si bien no existe un derecho absoluto a contar con un abogado financiado con fondos públicos, en la mayoría de las circunstancias un juez debe conceder cualquier solicitud de aplazamiento o suspensión cuando un acusado no está representado.
- 1993: en China, el vuelo 6901 de China Northern Airlines se estrella al aproximarse al Aeropuerto Internacional de Urumchi-Diwopu, causando la muerte de 12 personas.
- 1994: en un referéndum, los votantes de Suecia deciden adherirse a la Unión Europea.
- 1995: Mozambique se convierte en el primer Estado que entra en la Mancomunidad de Naciones sin haber formado parte del antiguo Imperio británico.
- 1995: en Riad (capital de Arabia), un camión-bomba explota fuera de un centro de entrenamiento de la Guardia Nacional de Arabia Saudí operado por Estados Unidos, matando a cinco estadounidenses y dos indios. Un grupo llamado Movimiento Islámico por el Cambio se atribuye la responsabilidad.
- 1995: en Nigeria, el vuelo 357 de Nigeria Airways se estrella en el aeropuerto de Kaduna, matando a 11 personas e hiriendo a 66.
- 1998: en varios países (Australia, Estados Unidos, Nueva Zelanda y Reino Unido) se estrena la serie "The Powerpuff Girls", una icónica serie animada de Cartoon Network.
- 2000: el presidente de la Cámara de Representantes de Filipinas, Manny Villar, aprueba los artículos de la acusación contra el presidente filipino Joseph Estrada.
- 2000: en Estados Unidos se lanza el microprocesador Celeron, de 766 MHz.
- 2001: en Washington (DC), el presidente de Estados Unidos, George W. Bush ―en el marco de la mal llamada «guerra contra el terrorismo»―, firma una orden ejecutiva que permite que un tribunal militar pueda juzgar a cualquier extranjero que pudiera estar relacionado con el planeamiento de un atentado terrorista. Es la primera ley de este tipo desde la Segunda Guerra Mundial (1939-1945).
- 2001: llegan al aeropuerto José Martí (cerca de La Habana) dos aviones IL 76, con ayuda solidaria del pueblo ruso, para reparar los daños del huracán Michelle.
- 2002: ante las costas de Galicia (España) comienza el hundimiento del petrolero Prestige, que terminará de hundirse seis días después.
- 2002: en el marco de la crisis del desarme de Irak, el Gobierno iraquí acepta los términos de la Resolución 1441 del Consejo de Seguridad de la ONU.
- 2002: en Australia se lanza el juego en línea NationStates, creado por el australiano Max Barry.
- 2005: en la ciudad de Jilinna (China), una explosión en la planta petroquímica vierte 100 toneladas de benceno en el río Shonghua.
- 2009: tras el impacto de la sonda LCROSS, la NASA anuncia el descubrimiento de «significativas cantidades» de agua en la Luna.[2]
- 2012: se produce un eclipse solar total en partes de Australia y el Pacífico Sur.
- 2013: el estado de Hawái legaliza el matrimonio entre personas del mismo sexo.
- 2013: en Nueva York se inaugura oficialmente el nuevo Four World Trade Center.
- 2015: varios atentados en París (Francia) por parte de la banda terrorista Estado Islámico (ISIS) dejan 137 muertos y 325 heridos.[3]
- 2015: a las 5:51 de la mañana del sábado (hora local) se produce un fuerte terremoto de 7.2 grados en todo el sur de Japón, provoca una pequeña ola de tsunami de 30 centímetros de altura, no generó daños importantes, muertes ni resultado de personas heridas.
- 2015: en el sureste de Sri Lanka se estrella WT1190F, un satélite temporario de la Tierra, basura espacial de origen terrícola desconocido.
- 2016: en la isla de Te Wai Pounamu (Nueva Zelanda) se produce un terremoto de magnitud 7,4 en la escala de Richter.
- Se produce una explosión y atentado en Brasilia originando tres muertos cerca del Palacio presidencial y la sede del Congreso.El autor del atentado había participado en asalto a la Plaza de los Tres Poderes de Brasilia se produjo el 8 de enero de 2023, cuando partidarios del expresidente Jair Bolsonaro intentaron realizar la toma de la sede de los poderes.[4]
- 2024: en Argentina, la Cámara Federal de Casación Penal condena a Cristina Fernández.[5]

## Nacimientos

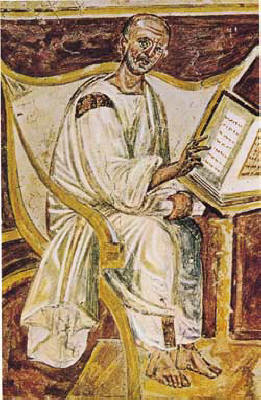
San Agustín

- 354: San Agustín, teólogo y filósofo númida (f. 430).
- 532: Agustín de Canterbury, arzobispo inglés (f. 604).
- 1312: Eduardo III, rey inglés (f. 1377).
- 1453: Cristóbal I de Baden, margrave de Baden entre 1475 y 1515 (f. 1527).
- 1486: Johann Eck, teólogo y académico alemán (f. 1543).
- 1493: Guillermo IV, aristócrata bávaro (f. 1550).
- 1504: Felipe I de Hesse, aristócrata alemán, fundador de la Universidad de Marburgo (f. 1567).
- 1572: Cirilo Lukaris, patriarca ortodoxo (f. 1638).
- 1595: Jorge Guillermo I de Brandeburgo, aristócrata prusiano (f. 1640).
- 1625: Guillermo Cristóbal de Hesse-Homburg, aristócrata alemán (f. 1681).
- 1651: Federico Luis de Nassau-Ottweiler, aristócrata alemán (f. 1728).
- 1661: Erdmuthe Dorotea de Sajonia-Zeitz, aristócrata alemana (f. 1720).
- 1663: Árni Magnússon, científico y coleccionista de manuscritos islandés (f. 1730).
- 1668: Crispín de Viterbo, religioso italiano (f. 1750).
- 1710: Charles-Simon Favart, dramaturgo francés (f. 1792).
- 1715: Dorothea Christiane Erxleben, primera doctora en medicina alemana (f. 1762).
- 1717: Jorge Guillermo de Gran Bretaña, príncipe inglés (f. 1718).
- 1718: John Montagu, estadista inglés (f. 1792).
- 1753: Ippolito Pindemonte, escritor, poeta y traductor italiano (f. 1828).
- 1760: Jiaqing, emperador chino (f. 1820).
- 1761: John Moore, general británico (f. 1809).
- 1768: Carolina de Manderscheid-Blankenheim, aristócrata («princesa consorte de Liechtenstein» entre 1783 y 1805) austríaca (f. 1831).
- 1773: Miteler Rebe, teólogo ruso (f. 1827).
- 1775: Rémi Joseph Isidore Exelmans, militar francés (f. 1852).
- 1775: José Joaquín Fernández de Lizardi, escritor mexicano (f. 1827).[6]
- 1780: Ranjit Singh, majarash indio (f. 1839).
- 1782: Esaias Tegnér, obispo y educador sueco (f. 1846).
- 1785: Lady Caroline Lamb, aristócrata y novelista angloirlandesa (f. 1828).
- 1801: Amalia de Baviera, aristócrata alemana (f. 1877).
- 1801: Isabel Luisa de Baviera aristócrata prusiana, reina consorte (f. 1873).
- 1805: Luis de Usoz, hebraísta y erudito español (f. 1865).
- 1811: Yuri Karlovich Arnold, compositor ruso (f. 1898).
- 1813: Pedro II de Montenegro, poeta, filósofo, soberano y príncipe-obispo montenegrino (f. 1851).
- 1814: Joseph Hooker, general estadounidense (f. 1879).
- 1819: Estanislao Figueras, político español (f. 1882).
- 1821: Mijaíl Petrashevski, revolucionario ruso (f. 1866).
- 1825: Charles Frederick Worth, diseñador británico de modas (f. 1895).
- 1832: Eugenio Montero Ríos, político español (f. 1914).
- 1833: Edwin Booth, actor estadounidense (f. 1893).
- 1834: Ignacio Altamirano, escritor mexicano (f. 1893).
- 1838: Joseph F. Smith, líder religioso estadounidense (f. 1918).
- 1844: Leopoldo Cano, militar y dramaturgo español (f. 1934).
- 1844: Diego Ferré Sosa, marino y héroe peruano (f. 1879).
- 1845: Marta Abreu, patriota cubana (f. 1909).
- 1848: Alberto I, príncipe monegasco (f. 1922).
- 1848: João Cezimbra Jacques, folclorista, escritor y militar brasileño (f. 1922).
- 1850: Robert Louis Stevenson, novelista británico-escocés (f. 1894).
- 1853: John Drew, Jr., actor estadounidense (f. 1927).
- 1856: Louis Brandeis, abogado y jurista estadounidense (f. 1941).
- 1865: Leopoldo Ruiz y Flores, obispo mexicano (f. 1941).
- 1866: Abraham Flexner, educador estadounidense (f. 1959).
- 1869: Helene Stöcker, escritora y activista alemana (f. 1943).
- 1871: Alfredo Ramos Martínez, pintor mexicano (f. 1946).
- 1874: Marguerite Long, pianista francesa (f. 1966).
- 1878: Max Dehn, matemático alemán (f. 1952).
- 1879: John Grieb, gimnasta y triatleta estadounidense (f. 1939).
- 1879: Antonio Ramón Ramón, anarquista español (f. 1924).
- 1881: Jesús García Corona, héroe mexicano (f. 1907).
- 1882: Estanislao Mejía Castro, compositor mexicano (f. 1967).
- 1885: Antonio Porchia, poeta y anarquista italo-argentino (f. 1968).
- 1886: Mary Wigman, bailarina y coreógrafa alemana (f. 1973).
- 1888: Antonio Aranda Mata, militar español (f. 1979).
- 1888: Carlos Washington Lencinas, político argentino (f. 1929).
- 1893: Edward Doisy, bioquímico y académico estadounidense, premio nobel de medicina en 1943 (f. 1986).
- 1894: Nita Naldi, actriz de cine mudo estadounidense (f. 1961).
- 1894: Arthur Nebe, militar alemán, oficial de las SS (f. 1945).
- 1894: Bennie Moten, director de banda y pianista estadounidense (f. 1935).
- 1896: Félix Dafauce, actor español (f. 1990).
- 1896: Nobusuke Kishi, político y primer ministro japonés (f. 1987).
- 1897: Gertrude Olmstead, actriz estadounidense (f. 1975).
- 1899: Huang Xian Fan, historiador y antropólogo chino (f. 1982).
- 1899: Iskander Mirza, político y militar pakistaní, primer presidente de su país (f. 1969).
- 1901: Arturo Jauretche, ensayista, escritor y político argentino (f. 1974).
- 1904: Isabel Blanch, actriz mexicana (f. 1985).
- 1906: Hermione Baddeley, actriz británica (f. 1986).
- 1912: Claude Pompidou, dama francesa, esposa del presidente Georges Pompidou (f. 2007).
- 1913: Lon Nol, general y político camboyano, 37.º primer ministro de su país (f. 1985).
- 1914: Amelia Bence, actriz argentina (f. 2016).
- 1914: Julio Caro Baroja, antropólogo, historiador, lingüista y ensayista español (f. 1995).
- 1914: Alberto Lattuada, cineasta, actor y guionista italiano (f. 2005).
- 1915: Aída Alberti, actriz argentina (f. 2006).
- 1916: José Ortega Spottorno, editor e ingeniero español (f. 2002).
- 1917: Robert Sterling, actor estadounidense (f. 2006).
- 1920: Guillermina Bravo, bailarina, coreógrafa y directora mexicana (f. 2013).
- 1920: Jack Elam, actor estadounidense (f. 2003).
- 1922: Jack Narz, presentador de televisión y anunciante estadounidense (f. 2008).
- 1922: Oskar Werner, actor austríaco (f. 1984).
- 1923: Pío Cabanillas, abogado y político español (f. 1991).
- 1923: Linda Christian, actriz mexicana (f. 2011).
- 1923: Jaime R. Echavarría, fue un cantautor, ingeniero y político colombiano (f. 2010).
- 1924: Motoo Kimura, biólogo y genetista japonés (f. 1994).
- 1924: Román Arrieta Villalobos, sacerdote católico costarricense (f. 2005).
- 1924: Víctor Manzanilla Schaffer, político y abogado mexicano (f. 2019).
- 1928: Hampton Hawes, pianista y escritor estadounidense (f. 1977).
- 1929: Jaime Gil de Biedma, escritor español (f. 1990).
- 1929: Fred Phelps, pastor estadounidense (f. 2014).
- 1931: Inés Fernández, actriz y cantante argentina (f. 2009).
- 1932: Richard Mulligan, actor estadounidense (f. 2000).
- 1932: Diego Nicolás Pérez, torero venezolano (f. 2023).
- 1934: Peter Arnett, periodista y académico neozelandés.
- 1934: Jimmy Fontana, actor y cantautor italiano (f. 2013).
- 1934: Garry Marshall, actor, cineasta, productor de cine y escritor estadounidense (f. 2016).
- 1935: Ignacio Pichardo Pagaza, abogado y político mexicano (f. 2020).
- 1937: Bernd Rohr, ciclista alemán (f. 2022).
- 1938: Jean Seberg, actriz estadounidense (f. 1979).
- 1939: Karel Brückner, entrenador de fútbol checoslovaco.
- 1939: Idris Muhammad, baterista y compositor estadounidense (f. 2014).
- 1940: Saul Kripke, filósofo estadounidense.
- 1940: Baby Washington, cantante estadounidense de soul.
- 1941: Eberhard Diepgen, abogado y político alemán, alcalde de Berlín.
- 1941: Lalo Fransen, cantante argentino.
- 1941: Dack Rambo, actor estadounidense (f. 1994).
- 1941: Alberto Ángel Carugati, médico veterinario, catedrático y académico argentino.
- 1942: Lothar Zagrosek, director de orquesta alemán.
- 1943: José María García, periodista deportivo español.
- 1943: Roberto Boninsegna, futbolista italiano.
- 1943: Paco Melo, futbolista español.
- 1943: Clément Mouamba, político congoleño (f. 2021).
- 1944: Timmy Thomas, cantante, compositor, tecladista y productor estadounidense.
- 1945: Guido Eytel, escritor chileno (f. 2018).
- 1947: Amory Lovins, físico y ambientalista estadounidense.
- 1947: Joe Mantegna, actor estadounidense.
- 1949: Marianico el corto, humorista español.
- 1951: Pini Gershon, baloncestista y entrenador israelí
- 1952: Maria Mercè Marçal, poeta, catedrática de catalán, narradora y traductora española.

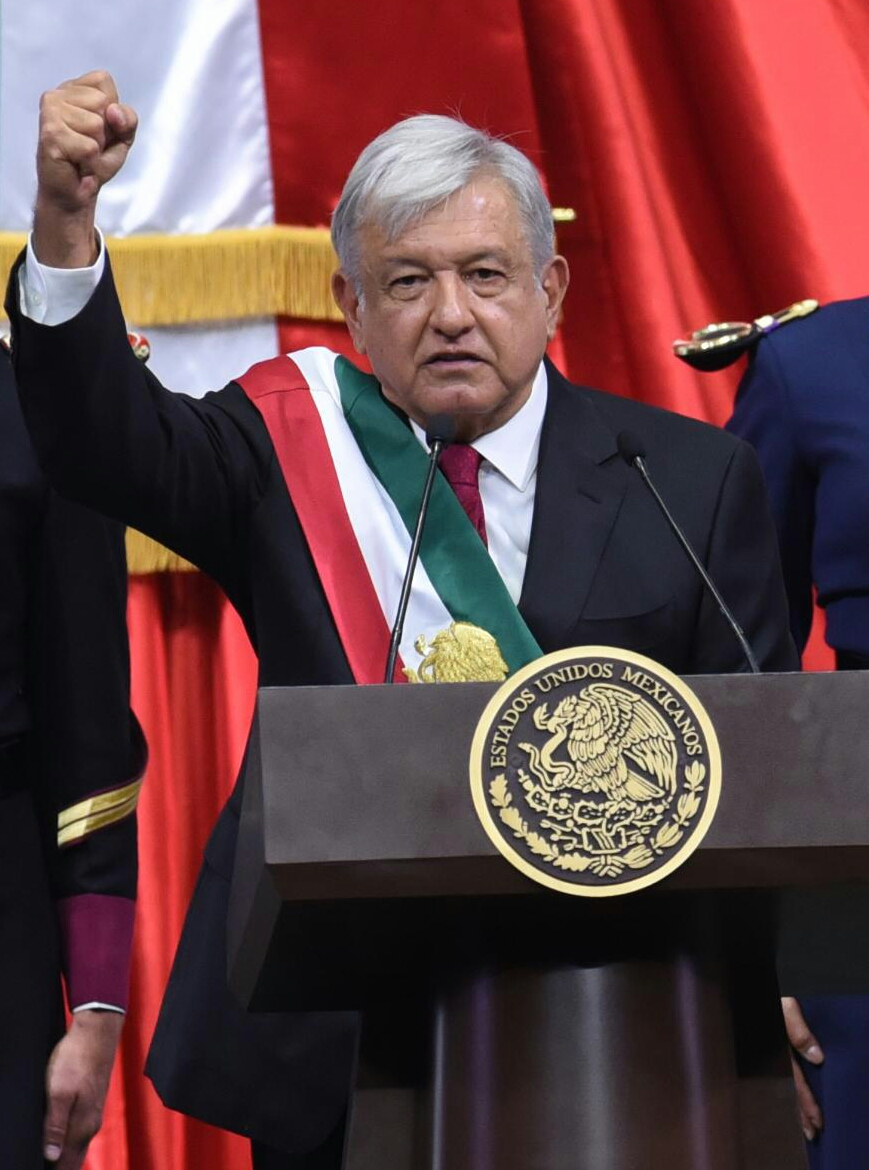
Andrés Manuel López Obrador

- 1953: Frances Conroy, actriz estadounidense.
- 1953: Andrés Manuel López Obrador (AMLO), político, escritor y politólogo mexicano, jefe de Gobierno de Ciudad de México entre 2000 y 2005 y Presidente de México entre 2018 y 2024.
- 1954: Scott McNealy, empresario estadounidense, cofundador de Sun Microsystems.
- 1954: Chris Noth, actor estadounidense.
- 1955: Whoopi Goldberg (Caryn Elaine Johnson), actriz estadounidense.
- 1956: Vinicio Muñoz, baloncestista dominicano.
- 1956: Rex Linn, actor estadounidense.

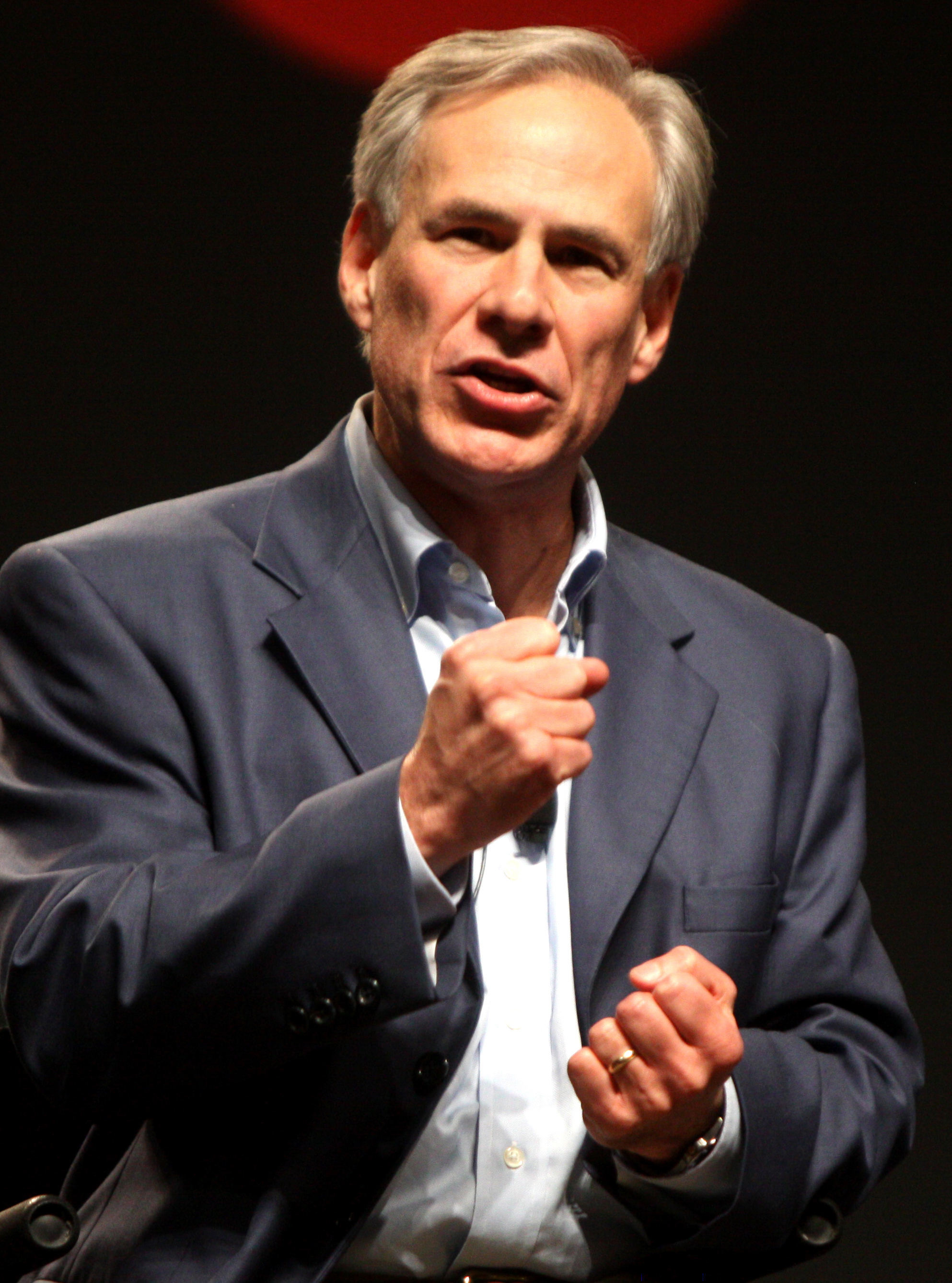
Greg Abbott

- 1957: Stephen Baxter, escritor británico.
- 1957: Greg Abbott, político estadounidense.
- 1958: José Javier Arizkuren Ruiz, dirigente terrorista vasco.
- 1959: Caroline Goodall, actriz y guionista británica.
- 1960: Neil Flynn, actor estadounidense.
- 1960: Elmer Hermosa, artista boliviano.
- 1960: Teodora Ungureanu, gimnasta y entrenadora rumana.
- 1967: Juhi Chawla, actriz, cantante y productora india, Miss India 1984.
- 1967: Jimmy Kimmel, actor estadounidense.
- 1967: Steve Zahn, actor estadounidense.
- 1969: Sebastián Boscán, actor colombiano (f. 2021).
- 1969: Lori Berenson, activista estadounidense.

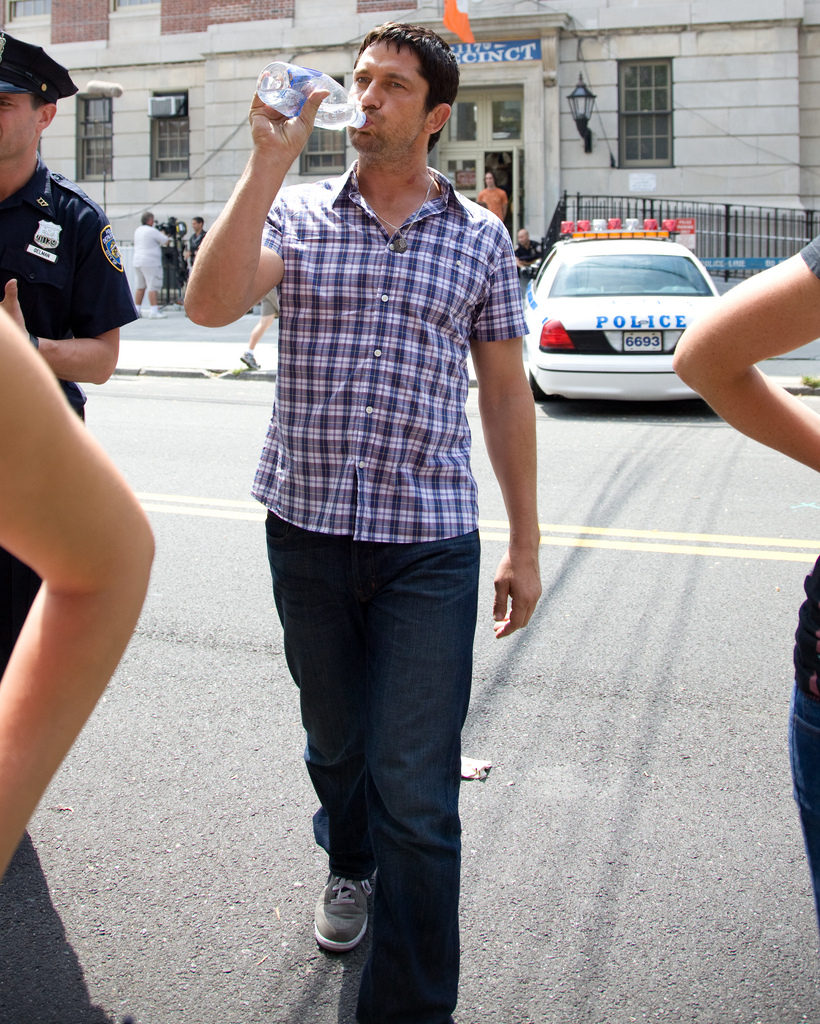
Gerard Butler.

- 1969: Gerard Butler, actor y cantante británico.
- 1969: Ayaan Hirsi Ali, feminista y política somalí.
- 1970: José María Yazpik, actor mexicano.
- 1972: Valentina Bassi, actriz argentina.
- 1972: Walter Quiroz, actor argentino.
- 1973: Hernán Piquín, bailarín argentino.
- 1975: Alain Digbeu, baloncestista francés.
- 1975: Ivica Dragutinović, futbolista serbio.
- 1975: Cristina Saavedra, periodista española.
- 1975: Quim, futbolista portugués.
- 1976: José María Muscari, actor, dramaturgo y director de teatro argentino.
- 1976: Hiroshi Tanahashi, luchador profesional japonés.
- 1977: Huang Xiaoming, actor y cantante chino.
- 1978: Nikolai Fraiture, bajista estadounidense, de la banda The Strokes.
- 1978: José Muñoz, cantante español, de la banda Estopa.
- 1979: Ron Artest, baloncestista estadounidense.
- 1979: Aimar Olaizola Apezetxea, pelotari navarro.
- 1979: Metta World Peace, baloncestista y rapero estadounidense.
- 1980: Monique Coleman, actriz, cantante y bailarina estadounidense.
- 1982: Michael Copon, actor, cantante y productor estadounidense.
- 1982: Sandra Klemenschits, tenista austríaca.
- 1982: Verónica Delgadillo García, política mexicana.
- 1983: Claudia Balderrama, piloto boliviana.
- 1983: Kalle Kriit, ciclista estonio.
- 1984: Lucas Barrios, futbolista argentino expatriado en Paraguay.
- 1984: Kurt Morath, rugbista tongano.
- 1984: Zafira, actriz pornográfica y modelo erótica húngara.
- 1985: Cristian Darío Álvarez, futbolista argentino.
- 1985: Asdrúbal Cabrera, beisbolista venezolano.
- 1986: Leisha Medina, actriz de doblaje venezolana
- 1986: Moon Chae-won, actriz surcoreana.
- 1986: Juan Carlos Pérez, beisbolista dominicano.
- 1987: Dana Vollmer, nadadora estadounidense.
- 1989: Jeanna Giese, paciente estadounidense.
- 1989: Maksim Skavysh, futbolista bielorruso.
- 1990: Daniela Zamora, futbolista chilena.
- 1990: Jibbs, rapero afroestadounidense.
- 1990: Arodys Vizcaíno, beisbolista dominicano.
- 1991: Devon Bostick, actor canadiense.
- 1991: Jeffrey Bruma, futbolista neerlandés.
- 1991: Matt Bennett, actor estadounidense.
- 1993: Julia Michaels, cantautora estadounidense.
- 1993: Maud Welzen, modelo neerlandesa.
- 1993: Mayichi, streamer española.
- 1994: Laurien Leurink, jugadora de hockey sobre césped neerlandesa.
- 1995: Fadel Antar, futbolista libanés.
- 1998: Regina Pavón, actriz mexicana.
- 1999: Lando Norris, piloto británico de Fórmula 1

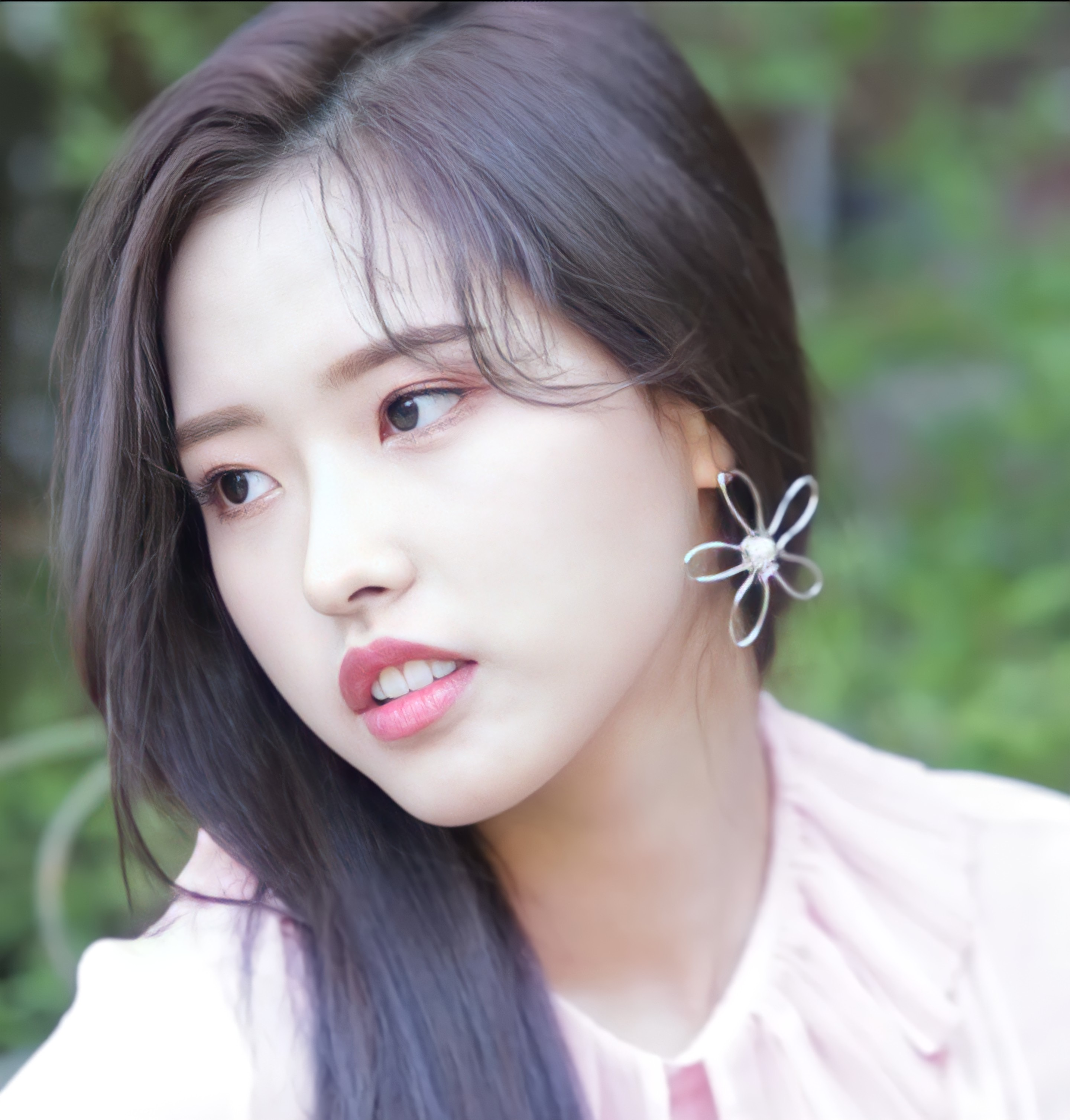
HyeJu

- 2001: HyeJu, cantante surcoreana e integrante del grupo LOONA
- 2002: Nikki Hahn, actriz estadounidense.
- 2002: Emma Raducanu, tenista británica.
- 2003: Salma Paralluelo, futbolista española.
- 2003: Victoria Kjær Theilvig, modelo danesa.

## Fallecimientos
- 565: Justiniano I, emperador bizantino (n. 483).
- 687: Ervigio, rey de los visigodos en España.

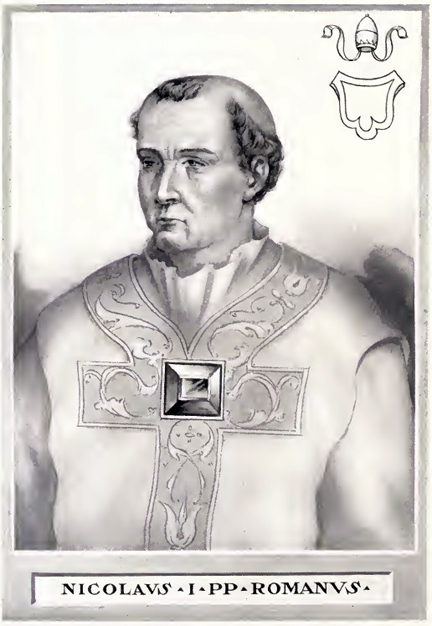
Nicolás I

- 867: Nicolás I, papa italiano (n. 800).
- 1004: Abón de Fleury, monje francés (n. 945).
- 1093: Malcolm III, rey escocés (n. 1031).
- 1197: Homobono Ombrosio Tucenghi, sastre italiano, canonizado en 1197.
- 1318: Constanza Manuel, reina de Castilla y Portugal (n. 1316).
- 1460: Enrique el Navegante, príncipe portugués (n. 1394).
- 1463: Diego de Alcalá, religioso español, canonizado por la Iglesia (n. 1400).
- 1565: Pedro de la Gasca, político y eclesiástico español (n. 1493).
- 1619: Ludovico Carracci, pintor e ilustrador italiano (n. 1555).
- 1770: George Grenville, abogado y político británico, primer ministro de su país (n. 1712).
- 1771: Konrad Ernst Ackermann, actor alemán (n. 1712).
- 1779: Thomas Chippendale, diseñador y fabricante de muebles británico (n. 1718).
- 1862: Ludwig Uhland, poeta, filólogo e historiador alemán (n. 1787).
- 1863: Julio Arboleda, fue un escritor, abogado, periodista, poeta, empresario, estadista y político colombiano, miembro del Partido Conservador Colombiano. (n. 1817).
- 1863: Ignacio Comonfort, presidente mexicano (n. 1812).
- 1868: Gioacchino Rossini, compositor y pianista italiano (n. 1792).
- 1884: Antonio Leocadio Guzmán, político y periodista venezolano (n. 1801).
- 1903: Camille Pissarro, pintor impresionista francés (n. 1830).
- 1908: Achille Luchaire, historiador medievalista y filólogo francés (n. 1846).
- 1914: Jerónimo Treviño, militar y político mexicano (n. 1835).
- 1932: Francisco Lagos Cházaro, político mexicano (n. 1878).
- 1937: Mrs. Leslie Carter, actriz estadounidense (n. 1857).
- 1947: Francisco Manuel Alves, sacerdote y arqueólogo portugués (n. 1865).
- 1950: Carlos Delgado Chalbaud, presidente venezolano (n. 1909).
- 1950: Juan Monjardín Callejón, futbolista español (n. 1903).
- 1950: Antonina Zubkova, aviadora y profesora soviética (n.1920).
- 1954: Ewald von Kleist, militar alemán (n. 1881).
- 1957: José Urfé González, músico y compositor cubano.[7]
- 1963: Margaret Murray, antropóloga y escritora indobritánica (n. 1863).
- 1967: Harriet Cohen, pianista británica (n. 1895).
- 1967: Enrique Ruiz Guiñazú, político argentino (n. 1884).
- 1968: André Prudhommeaux, editor anarquista francés (n. 1902).
- 1969: Iskander Mirza, político y militar pakistaní, primer presidente de su país (n. 1899).
- 1973: Lila Lee, actriz estadounidense (n. 1901).
- 1973: Bruno Maderna, director de orquesta y compositor italiano-alemán (n. 1920).
- 1974: Vittorio de Sica, actor, guionista y cineasta italiano-francés (n. 1901).
- 1974: Karen Silkwood, activista estadounidense (n. 1946).
- 1975: Olga Bergholz, poetisa y dramaturga soviética (n. 1910).
- 1982: Ángel Magaña, actor argentino (n. 1915).
- 1982: Lucrecia Pérez, inmigrante dominicana en España (n. 1959).
- 1983: Henry Jamison Handy, jugador de waterpolo y nadador estadounidense (n. 1886).
- 1988: Antal Doráti, director de orquesta húngaro-estadounidense (n. 1906).
- 1989: Victor Davis, nadador canadiense (n. 1964).
- 1989: Francisco José II, aristócrata liechtensteiniano, príncipe de Liechtenstein entre 1938 y 1989 (n. 1906).
- 1992: Maurice Ohana, compositor francés (n. 1913).
- 1994: Motoo Kimura, biólogo matemático japonés (n. 1924).
- 1996: Bobbie Vaile, astrofísica y académica australiana (n. 1959).
- 1997: André Boucourechliev, pianista y compositor búlgaro-francés (n. 1925).
- 1998: Edwige Feuillère, actriz francesa (n. 1907).
- 1998: Red Holzman, baloncestista y entrenador estadounidense (n. 1920).
- 1998: Orlando Henao Montoya, narcotraficante colombiano (n. 1953).
- 1999: Germaine Dieterlen, antropóloga y cineasta francesa (n. 1903).
- 2002: Juan Alberto Schiaffino, futbolista uruguayo (n. 1925).
- 2004: Ol' Dirty Bastard, rapero estadounidense, de la banda Wu-Tang Clan (n. 1968).
- 2005: Eddie Guerrero, luchador profesional mexicano-estadounidense (n. 1967).
- 2007: Wahab Akbar, abogado y político filipino (n. 1960).
- 2007: José Malsio Montoya, compositor peruano (n. 1924).
- 2008: Julio Riscal, actor español (n. 1928).
- 2010: Luis García Berlanga, cineasta y guionista español (n. 1921).
- 2010: Claudio Obregón (75), actor mexicano de cine, teatro y televisión (n. 1935).
- 2010: Allan Rex Sandage, astrónomo y cosmólogo estadounidense (n. 1926).
- 2011: Guido Falaschi, piloto argentino de automovilismo (n. 1989).
- 2011: Esperanza Pérez Labrador, activista argentina (n. 1922).
- 2012: Manuel Peña Escontrela, futbolista español (n. 1965).
- 2013: J. J. Cale (74), compositor y guitarrista estadounidense (n. 1938).
- 2014: Alexander Grothendieck, matemático y teórico alemán expatriado en Francia (n. 1928).
- 2014: Manoel de Barros, poeta brasileño (n. 1916).
- 2016: Leon Russell, cantautor estadounidense (n. 1942).
- 2018: Lucho Gatica, cantante y actor chileno (n. 1928).
- 2019: Guillermo Cosío Vidaurri, político mexicano (n. 1929).
- 2020: John Meurig Thomas, científico, educador y administrador universitario británico (n. 1932).
- 2021: Ri Yong-suk, política, guerrillera y revolucionaria norcoreana (n. 1916).
- 2023: Jesús Ociel Baena, activista defensor de los derechos LGBTI+ y magistrade del Estado de Aguascalientes, México (n. 1984)
- 2023: Héctor Benavides, periodista, conductor y locutor mexicano (n. 1941).
- 2024: Theodore Olson Bevry, abogado estadounidense (n. 1940).

## Celebraciones
- Día Mundial de la Bondad.[8]Fue establecido en 1998 por el Movimiento Mundial de la Bondad con el propósito de promover la bondad en todo el mundo, según explica la UNESCO en su página web.[9]

- Día Mundial de los Sistemas de Información Geográfica o GIS Day. Para divulgar la relevancia de los Sistemas de Información Geográfica en la toma de decisiones, mediante el uso de tecnologías geo-espaciales asociadas a los procesos desarrollados en estos sistemas.

- Día Internacional de la Enfermedad de Huntington[10]De origen genético, caracterizada por la degradación progresiva de las neuronas del cerebro. A través de esta efeméride se pretende concientizar acerca de los síntomas, diagnóstico y tratamiento de esta enfermedad.
(también conocida como "Baile de San Vito").

 Por países
(Por orden alfabético)
- Argentina:
  - Día Nacional de la Lucha contra el Grooming (Engaño pederasta).[11]El Senado argentino aprobó en octubre de 2018 la ley 27458 que declara esta fecha, que coincide con un nuevo aniversario de la ley 26.904, creada para luchar contra ese tipo de delito en 2013. El objetivo es dar visibilidad a esta problemática. El mayor riesgo que supone el desconocimiento es la «no denuncia».
  - Día del Cerrajero.[12]Recuerda la creación de la Cámara Unión de Cerrajeros de Mar del Plata en un evento que surgió en 1943.
  - Día del Pensamiento Nacional.[13]En conmemoración al nacimiento del escritor y político Arturo Martín Jauretche. Esta fecha fue promulgada en 2004, mediante la Ley 25.844.
    -  Misiones: 
      - Aniversario de Colonia Alberdi.[14]
Fundación: 13 de noviembre de 1956 (68 años).

- Bolivia:
  - Día del Arquitecto.

- Ecuador:
  - Día del Contador.

- Panamá:
  - Día del Periodista.

### Santoral católico
- San Abón de Fleury.
- San Bricio de Tours.
- San Calixto Caravario.
- San Dalmacio de Rodez.
- San Diego de Alcalá.
- San Himerio de Susingen.
- San Homobono.
- San Leoniano de Vienne.
- San Luis Versiglia.
- Santa Maxelendis de Cambrai.
- San Mitrio de Aix-en-Provence.
- San Nicolás I.
- San Quinciano de Auvernia.
- Beato Juan Gonga Martínez.

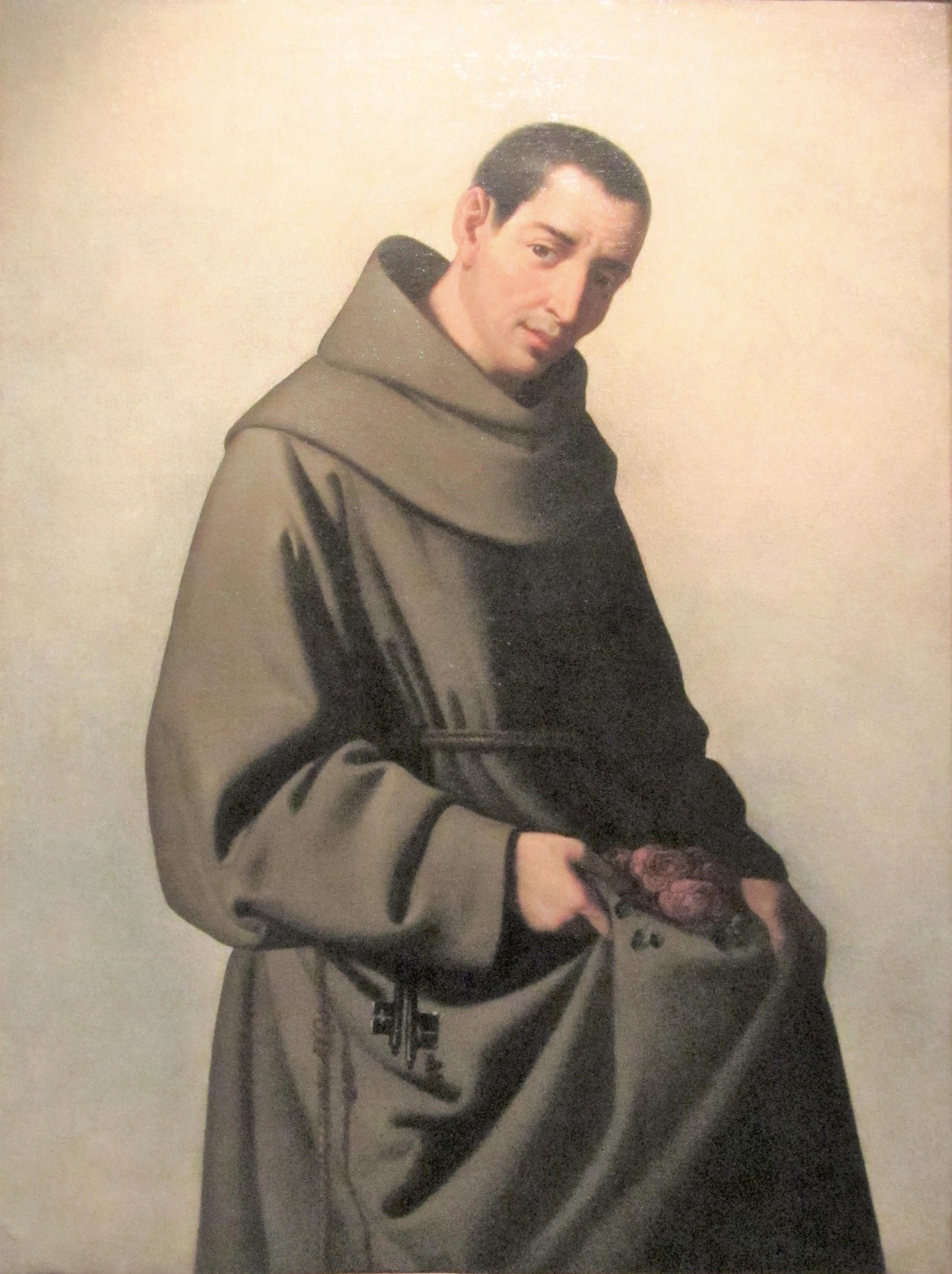
San Diego de Alcalá en el "milagro de las rosas", por Zurbarán.

- Beata María del Patrocinio de San Juan Giner Gomis.
- Beato Varmundo de Ivrea.